# 프레준투
프레준투(포르투갈어: presunto, 포르투갈어 발음: [pɾɨˈzũtu])는 포르투갈의 햄이다. 이베리아돼지나 알렌테주돼지 등의 볼기살과 족발 부위를 건식염지해 만든 생햄이며, 스페인의 하몬이나 이탈리아의 프로슈토 크루도와 유사하다. 익힌 햄인 피암브르와 구분되지만, 브라질에서는 피암브르를 포함한 모든 햄을 "프레준투"라 부르기도 한다. 

## 종류
DOP
- 프레준투 드 바항쿠스(presunto de Barrancos D.O.P.): 베자현 바항쿠스에서 생산되며, 1996년 6월 21일부터 유럽연합의 원산지 명칭 보호(PDO)를 받고있다.[1]
- 프레준투 두 알렌테주(presunto do Alentejo D.O.P.): 알렌테주 지방에서 기르는 알렌테주돼지의 고기로 만들며, 2008년 9월 26일부터 유럽연합의 원산지 명칭 보호를 받고있다.[2]

IGP
- 프레준투 드 멜가수(presunto de Melgaço I.G.P.): 비아나두카스텔루현의 멜가수에서 생산되며, 2015년 4월 16일부터 유럽연합의 지리적 표시 보호(PGI)를 받는다.[3]
- 프레준투 드 바호주(presunto de Barroso I.G.P.): 빌라헤알현의 바호주 지역에서 생산되며, 1996년 11월 13일부터 유럽연합의 지리적 표시 보호를 받는다.[4]
- 프레준투 드 비냐이스(presunto de Vinhais I.G.P.): 브라간사현의 비냐이스에서 생산되며, 2008년 7월 17일부터 유럽연합의 지리적 표시 보호를 받는다.[5]
- 프레준투 드 산타나다세하(presunto de Santana da Serra I.G.P.): 베자현의 산타나다세하에서 생산되며, 2008년 9월 26일부터 유럽연합의 지리적 표시 보호를 받는다.[6]
- 프레준투 드 캄푸마이오르 이 엘바스(presunto de Campo Maior e Elvas I.G.P.): 포르탈레그르현의 캄푸마이오르와 엘바스에서 생산되며, 2008년 9월 26일부터 유럽연합의 지리적 표시 보호를 받는다.[7]

기타
- 프레준투 드 샤베스(presunto de Chaves): 빌라헤알현의 샤베스에서 생산된다.
- 프레준투 이베리쿠(presunto ibérico): 이베리아돼지의 고기로 만든다.

## 같이 보기
- 피암브르
- 프로슈토
- 프르슈트
- 하몬